# Unici (Renato Zero)
Unici è un singolo di Renato Zero pubblicato nel 2010 in download digitale, estratto dal video Presente ZeroNoveTour.

## Il disco
Il brano è stato cantato per la prima volta durante la tournée ZeroNoveTour ed è dedicato, a detta dell'artista, ai suoi fan.
La canzone, scritta da Renato Zero e Maurizio Fabrizio, è stata registrata nel 2009 durante un concerto dello ZeroNoveTour.
La canzone, estratta dal video Presente ZeroNoveTour come unico singolo, non è inclusa nella tracklist ufficiale dell'album Presente. Primo singolo di Zero non uscito su CD, ma in download digitale.
Il singolo è stato trasmesso dalle radio dal 24 maggio 2010. Il brano è stato usato come sigla di chiusura dei Wind Music Awards 2010